# Бурова баржа
Бурова баржа (англ. Drill barge) — вид морської бурової установки, бурового судна. Використовується на першому етапі розробки родовища, для буріння свердловин в основному на мілководних і захищених ділянках, або в болотистих районах. Область їх застосування — внутрішньоконтинентальні родовища: гирла річок, озера, болота, канали на невеликій глибині (як правило від 2 до 5 метрів). Бурові баржі являють собою судна, дно яких використовується як основа для бурової вишки.
Бурові баржі, як правило, несамохідні, і тому не в змозі проводити роботи у відкритому морі. Вони буксируються до місця призначення і занурюються на дно з допомогою баласту до проведення бурових робіт.